# Hughes H-1 Racer
Hughes H-1 Racer — самолёт, разработанный и построенный американским авиационным инженером Говардом Хьюзом в конце 1930-х годов. Это был революционный самолёт, установивший множество скоростных рекордов и продемонстрировавший инженерное мастерство Хьюза. H-1 Racer сыграл значительную роль в развитии авиационной технологии и преодолении границ скорости и производительности своего времени.

## Разработка
Говард Хьюз, известный лётчик и предприниматель, начал разработку H-1 Racer в 1934 году. Его целью было создать самолёт, способный побить существующий рекорд скорости среди самолётов на земле. Хьюз привлёк команду инженеров и дизайнеров, включая Ричарда Палмера и Альберта Хенне, для создания самолёта, который максимизировал бы скорость, сохраняя при этом стабильность и управляемость.
H-1 Racer имел несколько инновационных элементов дизайна. Его стремительная фюзеляжная форма, конфигурация с низкорасположенным крылом и убирающимся шасси снижали лобовое сопротивление и улучшали аэродинамическую эффективность. Самолёт был построен в основном из алюминия, который был лёгким, но прочным материалом для своего времени.

## Побившие рекорды достижения
13 сентября 1935 года Говард Хьюз пилотировал H-1 Racer, установив новый рекорд скорости среди самолётов на земле в 352,39 миль в час (566,44 км/ч) на трассе в Санта-Ане, Калифорния. Это рекордное достижение привлекло международное внимание к Хьюзу и самолёту.
Помимо рекордов скорости, H-1 Racer также установил новый поперечный скоростной рекорд 19 января 1937 года. Хьюз пролетел на самолёте из Лос-Анджелеса в Ньюарк, преодолевая расстояние около 2 490 миль (4 006 км) за 7 часов, 28 минут и 25 секунд.

## Наследие и влияние
Hughes H-1 Racer оказал огромное влияние на дизайн и технологию авиации. Его гладкий и стремительный дизайн повлиял на развитие будущих самолётов, особенно в области высокоскоростного полёта. H-1 Racer также продемонстрировал потенциал новых материалов и техник строительства, подчеркнув преимущества алюминия в авиационном производстве.
Успех H-1 Racer привлёк к себе внимание общественности и превратил Говарда Хьюза в выдающуюся фигуру авиации. Он послужил основой для его последующих проектов, включая разработку H-4 Hercules, более известного как «Spruce Goose» («Ель-Гусь»).

## Сохранение
В настоящее время самолёт Hughes H-1 Racer находится на сохранении и выставлен в Национальном музее аэронавтики и космонавтики в Вашингтоне, округ Колумбия, где он является свидетельством пионерского духа Говарда Хьюза и технологических достижений его времени.